# Comboios de Portugal
Comboios de Portugal is het bedrijf in Portugal dat de nationale spoorwegen exploiteert. Tot 2004 heette het bedrijf Caminhos de Ferro Portugeses. De afkorting CP en het logo is behouden gebleven.

## Organisatie
De CP bestaat uit zes onderdelen
- CP Alta Velocidade, voor de hogesnelheidslijnen en -treinen;
- CP Longo Curso, langeafstandstreinen;
- CP Regional, regionale treinen;
- CP Lisboa, regionale treinen rond Lissabon;
- CP Porto, regionale treinen rond Porto;
- CP Carga, goederentreinen.

## Spoorweglijnen
In Portugal worden de lijnen aangegeven met een naam.
- Linha da Póvoa (Metro do Porto)
- Linha do Minho
- Ramal de Braga
- Linha de Guimarães
- Linha de Leixões
- Linha do Douro
- Linha do Tâmega
- Linha do Corgo
- Linha do Tua (in concessie van Metro de Mirandela)
- Linha do Norte
- Linha do Vouga
- Linha da Beira Alta
- Ramal da Figueira da Foz
- Ramal da Lousã
- Ramal de Alfarelos
- Linha do Oeste
- Ramal do Louriçal
- Ramal de Tomar
- Linha da Beira Baixa
- Linha do Leste
- Ramal de Cáceres
- Linha de Vendas Novas
- Linha da Matinha
- Linha de Cintura
- Linha de Sintra
- Linha de Cascais
- Linha do Alentejo
- Linha de Évora
- Ramal Neves Corvo
- Linha do Sul
- Linha de Sines
- Linha do Algarve

Uit dienst genomen lijnen
- Linha Lisboa-Carregado
- Linha de Sintra
- Linha de Torres Vedras